# Аурел Баранґа
Аурел Баранґа (рум. Aurel Baranga, при народженні: Аурел Лейбович; нар. 20 червня 1913, Бухарест, Румунське королівство — пом. 10 червня 1979, Бухарест, Соціалістична Республіка Румунія) — румунський письменник, поет, перекладач та драматург єврейського походження. Лавреат Державних премій Соціалістичної Республіки Румунії 1951 та 1954 років.

## Життєпис
Народився Аурел Баранґа 20 червня 1913 року в Бухаресті. Закінчив у 1931 році «Національну колегію Матея Бесараба» та медичний факультет Бухарестського університету в 1938 році.
З 1936 року почав друкувати свої поетичні твори в часописі «Квитки папуги» (рум. «Bilete de papagal») під редакцією Тудора Арґезі. Працював у авангардних часописах. Співпрацював з прогресивним часописом «Уну» (рум. «Unu»), який очолювали Саша Пане.
З 1949 року до кінця життя був редактором сатиричного часлпису «Урзіка» (рум. «Urzica»)

## Творчість
- «Бал у Фаґадеу» (1946)
- «Бур'ян» (1949)
- «За щастя народу» (1951)
- «Бульвар примирення» (1952)
- «Тріумфальна арка» (1954)
- «Скажене ягня» (1954; Державна премія Румунії)
- «Рецепт щастя…» (1957)
- «Золотий урожай» (1958)
- «Адам і Єва» (1963)
- «Не втрачай розуму, Крістофоре!» (1964)
- «Святий Мітіке Блажіну» (1965)
- «Сицилійська захист» (1961)
- «Громадська думка» (1967)
- «Травесті» (1969)
- «Для загального добра» (1971)
- «Патетична симфонія» (1973)

Аурел Баранґа є автором тексту гімну Соціалістичної Республіки Румунії, написаного ним в 1948 році.
Перекладав твори В. Маяковського, Л. Леонова, В. Катаєва, Л. Штейна, Ж.-П. Сартра.